# Insa Segebade
Insa Segebade (* 21. April 1969 in Leer) ist eine deutsche Schriftstellerin und Journalistin.

## Leben
Insa Segebade wuchs in Zetel und Leer auf und studierte Kreatives Schreiben sowie Musik an der Universität Hildesheim, wo sie als Stipendiatin der Hans-Böckler-Stiftung auch promovierte. Sie ist freie Schriftstellerin und Journalistin und lehrt seit 2010 an der Hochschule Emden/Leer als Dozentin für kreatives Schreiben und Presse- und Öffentlichkeitsarbeit. Sie lebt in Ostfriesland und in Groningen.
Von 2000 bis zu seinem Tod im Jahr 2016 war sie mit dem Zeitungsredakteur und Schriftsteller Michael Paul Mittmann verheiratet, mit dem sie einen Sohn hat.
Sie ist Mitglied im PEN-Zentrum deutschsprachiger Autoren im Ausland.

## Werke
Romane
- Verstummt. Gipfelbuch-Verlag, Waldsolms 2004
- Der Heiler. Gipfelbuch-Verlag, Waldsolms 2006
- Danse Infernale/Adagio. Gipfelbuch-Verlag, Waldsolms 2007
- Das Geheimnis des Boxers. IL-Verlag, Basel 2010
- Im Licht der fünf Monde. KiKue-Verlag, Stade 2015
- Lighthouse Wood. GILS 2018

- Die Fetzen des Himmels. GILS 2023

Erzählbände
- Der Fährmann. Gipfelbuch-Verlag, Waldsolms 2009
- Schwanengesang. IL-Verlag, Basel 2012

Kinder- und Jugendbücher
- Die Rückkehr. Gipfelbuch-Verlag, Waldsolms 2008
- Die Lesepiraten und das Geheimnis des Schlüssels I. KiKue-Verlag, Stade 2011
- Die Lesepiraten und das Geheimnis des Schlüssels II. KiKue-Verlag, Stade 2013
- Die Lesepiraten und das Geheimnis des Schlüssels III. KiKue-Verlag, Stade 2015
- Sams Cottage. GILS 2019

Sachbücher
- Reformierte Kirchen an der Ems. Synode ev. ref. Kirchen in Bayern und Nordwestdeutschland 1999
- Rockstars im Film. Tectum-Verlag, Marburg 2007

Herausgeberschaften
- Wer hat hier das Sagen. Gipfelbuch-Verlag, Waldsolms 2005
- Der irre Abt von Ihlow. Gipfelbuch-Verlag, Waldsolms 2007
- Angst habe ich keine. Gipfelbuch-Verlag, Waldsolms 2009
- Poseidons Wette. Gipfelbuch-Verlag, Waldsolms 2011
- Nordisches Land. Hochschule Emden 2018
- Dunkelheiten. Hochschule Emden 2019

Übersetzung
- Stephen Schuffert: Patch der Eisbär – Patch the Polar Bear. KiKue-Verlag, Stade 2014